# کارلی گالیکسون
 کارلی گالیکسون (انگلیسی: Carly Gullickson؛ زادهٔ ۲۶ نوامبر ۱۹۸۶) یک تنیس‌باز اهل ایالات متحده آمریکا است.